# Jérémy Gavanon
Jérémy Gavanon (Marsiglia, 20 settembre 1983) è un ex calciatore francese, portiere.

## Carriera
Ha iniziato la sua carriera nella Ligue 1 francese nella stagione 2003-2004, giocando sole due partite in stagione con l'Olympique Marsiglia, dove si ricorda anche di essere entrato in campo dopo l'espulsione del primo portiere in finale della Coppa Uefa 2002/2003 (appunto essendo il secondo portiere) per i minuti restanti della partita persa; l'anno seguente, ha giocato otto partite da titolare con la stessa maglia del Marsiglia per poi trasferirsi nel 2005-2006 al Clermont, una squadra di Ligue 2, dove ha trovato un posto da titolare. Si ritira il primo luglio del 2014, dopo aver giocato per anni al Cannes.

## Palmarès

### Club

#### Competizioni nazionali
- Coppa di Francia: 1

Sochaux: 2006-2007